# 沃克克里克鎮區 (阿肯色州拉法葉縣)
沃克克里克鎮區（英語：Walker Creek Township）是位於美國阿肯色州拉法葉縣的一個行政鎮區。

## 地方資料
沃克克里克鎮區的面積為140.28平方千米，當中陸地面積為132.88平方千米，而水域面積為7.40平方千米。根據2010年美國人口普查的數據，當地共有人口589人，而人口密度為每平方千米4.2人。